# Tuta (Kolumbia)
Tuta – miasto w Kolumbii, w departamencie Boyacá.